# Hugo Friedrich
Hugo Friedrich (n. 24 decembrie 1904, Karlsruhe, Imperiul German – d. 25 februarie 1978, Freiburg im Breisgau, Germania) a fost un reputat romanist și teoretician german al modernismului. A studiat la marile universități din Heidelberg și München, iar una dintre lucrările care l-au consacrat definitiv în spațiul academic european este Die Struktur der Modernen Lyrik („Structura liricii moderne”, 1956).